# Космос-2017
Космос-2017 је један од преко 2400 совјетских вјештачких сателита лансираних у оквиру програма Космос.
Космос-2017 је лансиран са космодрома Плесецк, СССР, 6. априла 1989. Ракета-носач Сојуз је поставила сателит у орбиту око планете Земље. Маса сателита при лансирању је износила 6300 килограма. Космос-2017 је био војни сателит за фотографску картографију.